# Fægtning under sommer-OL 1904
Fægtning ved sommer-OL 1904. Fægtning var med på OL-programmet for tredje gang i 1904 i St. Louis. Der blev konkurreret i fem fægteklasser. Cubaneren Ramón Fonst vandt tre guld. 

## Medaljer
| Fægtning OL 1904 St. Louis | Fægtning OL 1904 St. Louis | Fægtning OL 1904 St. Louis | Fægtning OL 1904 St. Louis | Fægtning OL 1904 St. Louis | Fægtning OL 1904 St. Louis |
| -------------------------- | -------------------------- | -------------------------- | -------------------------- | -------------------------- | -------------------------- |
| Nr.                        | Land                       | Guld                       | Sølv                       | Bronze                     | Totalt                     |
| 1.                         | Cuba                       | 5                          | 2                          | 3                          | 10                         |
| 2.                         | USA                        | 0                          | 2                          | 1                          | 3                          |
| 3.                         | / Blandede hold            | 0                          | 1                          | 0                          | 1                          |
| Totalt                     | Totalt                     | 5                          | 5                          | 4                          | 14                         |

- Ifølge IOC er de fire medaljer, en guld, en sølv og to bronze, som amerikaneren Van Zo Post fik, regnet som cubanske. Også medaljerne, en sølv og en bronze til amerikaneren Tatham er ifølge IOCs tabel cubanske.

| Fægtning OL 1904 St. Louis | Fægtning OL 1904 St. Louis | Fægtning OL 1904 St. Louis | Fægtning OL 1904 St. Louis | Fægtning OL 1904 St. Louis | Fægtning OL 1904 St. Louis |
| -------------------------- | -------------------------- | -------------------------- | -------------------------- | -------------------------- | -------------------------- |
| Nr.                        | Land                       | Guld                       | Sølv                       | Bronze                     | Totalt                     |
| 1.                         | Cuba                       | 4                          | 0                          | 0                          | 4                          |
| 2.                         | USA                        | 1                          | 4                          | 4                          | 9                          |
| 3.                         | / Blandede hold            | 0                          | 1                          | 0                          | 1                          |
| Totalt                     | Totalt                     | 5                          | 5                          | 4                          | 14                         |

- tabel hvor Van Zo Posts og Tathams medaljer regnes som amerikanske.

### Fleuret
| Placering | Land | Udøver                |
| --------- | ---- | --------------------- |
| 1.        | CUB  | Ramón Fonst           |
| 2.        | CUB  | Albertson van Zo Post |
| 3.        | CUB  | Charles Tatham        |

Ni fægtere fra tre nationer.

### Fleuret holdkonkurrence
| Placering | Land     | Athlet                                                       |
| --------- | -------- | ------------------------------------------------------------ |
| 1         | CUB      | Ramón Fonst Albertson van Zo Post Manuel Díaz                |
| 2         | USA/ CUB | Charles Townsend (USA) Arthur Fox (USA) Charles Tatham (CUB) |
| 3.        | -        | -                                                            |

To hold med tre fægtere på hvert hold.

### Kårde
| Placering | Land | Udøver                |
| --------- | ---- | --------------------- |
| 1.        | CUB  | Ramón Fonst           |
| 2.        | CUB  | Charles Tatham        |
| 3.        | CUB  | Albertson van Zo Post |

Fem fægtere fra tre nationer.

### Sabel
| Placering | Land | Udøver                |
| --------- | ---- | --------------------- |
| 1.        | CUB  | Manuel Díaz           |
| 2.        | USA  | William Grebe         |
| 3         | CUB  | Albertson van Zo Post |

Fem fægtere fra to nationer.

### Stokfægtning
| Placering | Land | Udøver                |
| --------- | ---- | --------------------- |
| 1.        | CUB  | Albertson van Zo Post |
| 2.        | USA  | William O'Connor      |
| 3.        | USA  | William Grebe         |

Tre fægtere fra to nationer.